# Male Lipljene
Male Lipljene – wieś w Słowenii, w gminie Grosuplje. 1 stycznia 2017 liczyła 108 mieszkańców.